# Torneo de Buenos Aires 2017
El Torneo ATP 250 de Buenos Aires de 2017 (conocido por motivos comerciales como Argentina Open presentado por Buenos Aires Ciudad 2017) es un torneo de tenis que pertenece a la ATP en la categoría de ATP World Tour 250. Se disputó del 11 al 19 de febrero de 2017 sobre polvo de ladrillo en el Buenos Aires Lawn Tennis Club, en Buenos Aires, Argentina.

## Distribución de puntos
| Modalidad            | Campeón | Finalista | Semifinales | Cuartos de final | 2ª ronda | 1ª ronda | Clasificados | 2ª ronda de clasificación | 1ª ronda de clasificación |
| Individual masculino | 250     | 165       | 100         | 50               | 25       | 0        | 13           | 7                         | 0                         |
| Dobles masculino     | 250     | 150       | 90          | 45               | 20       | 0        | -            | -                         | -                         |

## Cabezas de serie

### Individuales masculino
| Tenista       | Ranking | Preclasificado |
| Kei Nishikori | 5       | 1              |
| Pablo Cuevas  | 20      | 2              |
| David Ferrer  | 25      | 3              |
| Pablo Carreño | 26      | 4              |
| Albert Ramos  | 30      | 5              |
| João Sousa    | 41      | 6              |
| Fabio Fognini | 45      | 7              |
| Paolo Lorenzi | 46      | 8              |

- Ranking del 6 de febrero de 2016

### Dobles masculino
| Tenista                           | Ranking | Preclasificado |
| Juan Sebastián Cabal Robert Farah | 58      | 1              |
| Pablo Carreño Pablo Cuevas        | 59      | 2              |
| Santiago González David Marrero   | 92      | 3              |
| Julio Peralta Horacio Zeballos    | 94      | 4              |

## Campeones

### Individual masculino
Alexandr Dolgopolov venció a  Kei Nishikori por 7-6(4), 6-4

### Dobles masculino
Juan Sebastián Cabal /  Robert Farah vencieron a  Santiago González /  David Marrero por 6-1, 6-4